# Doliocarpus grandiflorus
Doliocarpus grandiflorus är en tvåhjärtbladig växtart som beskrevs av August Wilhelm Eichler. Doliocarpus grandiflorus ingår i släktet Doliocarpus och familjen Dilleniaceae. Inga underarter finns listade i Catalogue of Life.